# 长萼猪屎豆
长萼猪屎豆（学名：Crotalaria calycina），又名長萼野百合，为豆科猪屎豆属下的一个种。

## 扩展阅读
- 維基物種上的相關：长萼猪屎豆